# 城島健司
城島 健司（じょうじま けんじ、1976年6月8日 - ）は、長崎県佐世保市相浦地域出身の元プロ野球選手（捕手・内野手、右投右打）。

## 概要
ドラフト1位で福岡ダイエーホークス（後の福岡ソフトバンクホークス）に入団。その後、シアトル・マリナーズ、阪神タイガースで捕手として活躍。
正捕手としてNPBで、3度のリーグ優勝、2度の日本シリーズ優勝、日本代表では1度のワールド・ベースボール・クラシック（WBC）優勝に貢献。2009年のWBCでは正捕手として日本代表に貢献している。アテネオリンピック野球の銅メダリスト。
2012年、阪神タイガースで現役引退。
引退後は釣り関係のTV番組に専ら出演した他、タレントとしても活動した後、2020年より福岡ソフトバンクホークス球団会長付特別アドバイザーに就任。
2024年11月に2025年1月に新設されるチーフベースボールオフィサー（CBO）に就任することが発表された。

## 経歴

### プロ入り前
4歳の時、王貞治が引退試合で挨拶しているVTRを見てプロ野球選手に憧れ、小学4年生の時に少年野球チームに入り野球を始める。中学3年時にはプロOBによる野球教室で憧れの王に褒められ、また冗談半分ながら巨人入りを勧められたことで巨人へ入団したい気持ちが高まった。
別府大学附属高等学校では、強肩を見込まれ捕手に指名された。この時から「自分は捕手をやるために生まれた。それが宿命」と考えるようになり「これまでにない、打って守って走れる捕手」を目指す決意を固めた。高校では1年生時から4番打者として起用され、高校通算70本塁打を記録した。1993年秋季九州大会に進むが、1回戦で鹿児島商工に敗退。翌1994年夏も県予選で敗れ甲子園への出場はならなかった。
城島は巨人入りを見据えて東都大学野球リーグで力をつけることに決め、いち早く獲得に動いた駒澤大学への推薦入学を取り付けてプロ入り拒否を表明。しかしそれ以前にはプロ入りを希望していたことや、巨人・西武ライオンズ・福岡ダイエーホークスの3球団を志望しているものの逆指名できない高校生であることから、本心は進学ではなくプロ入りだと読んだダイエーの根本陸夫代表取締役専務は、1994年度ドラフト会議の前日に行われた12球団スカウト会議の中で、1位での強行指名を宣言。アマ球界との摩擦を恐れたコミッショナー事務局が警告したものの、当時100年に1人の逸材と言われた小野仁のみがアマチュア凍結選手となり城島が漏れたことから指名が可能となり、ダイエーは宣言通り1位指名。城島本人も、憧れの王貞治がダイエーの次期監督に内定していることを知り、11月22日に監督に就任した王から直接入団を説得されたことでダイエー入りを決めた。
この件をきっかけに、プロ入り拒否の選手はドラフト会議で指名できないルールが定められた。結果的に選手を横取りされた駒澤大学の関係者も当時、「今後ダイエーにウチの学校の選手は入団させない」と激怒していたという。

### ダイエー・ソフトバンク時代
入団当初から打撃においては非凡さを見せていたが、ワンバウンドの投球を捕球することができず、身体が投球から逃げてほとんどが暴投もしくは捕逸になる状態で、捕手としての評価は極めて低かった。城島本人も「一線級のピッチャーの変化球が全然取れなかった。工藤さんのカーブなんて、三段階くらいグッグッグッと曲がってきて、取ろうと思ってもミットが追いつかない」「取れなくてめちゃくちゃ怒られた」と語っている。入団当時バッテリーコーチを務めていた達川光男を始め、野村克也や森祇晶からも「キャッチャーに向いていない」という声が上がった。特にリード面は達川から「素人以下」と酷評されていた。周囲も捕手にこだわる必要性を感じておらず、一時は監督の王も一塁手にコンバートする意向を示し、実際に一軍の公式戦で一塁を守ることもあった。
1995年は首脳陣の方針により二軍スタートだったが、5月31日の対オリックス・ブルーウェーブ9回戦（福岡ドーム）で代打として一軍初出場。7月9日の対千葉ロッテマリーンズ15回戦（千葉マリンスタジアム）ではエリック・ヒルマンからプロ初安打初打点を記録した。7月14日の対オリックス17回戦（福岡ドーム）では「8番・捕手」としてプロ初スタメンを果たした。一方で本塁打は1本も打てず、二軍のウエスタン・リーグでもわずか1本塁打に終わった。
1996年は開幕から二軍で英才教育を受け、8月24日に25本目の本塁打を放ってウエスタン・リーグ新記録を達成。9月3日に一軍昇格し、翌年を見据えて残り試合のほぼ全てでスタメン起用された。9月10日の対近鉄バファローズ21回戦（福岡ドーム）では久保康生からプロ初本塁打を記録。オフには吉武真太郎らとともにウィンターリーグに派遣された。
1997年は開幕からレギュラーに定着。オールスターゲームファン投票では、戦後生まれでは最年少となる21歳45日で捕手部門1位に選出された。同年は初めて規定打席に達し打率.308（リーグ5位）を記録、21歳での捕手3割打者としては1944年の阪田清春（20歳）に次ぐ年少記録だった。工藤公康・武田一浩の左右エース投手、若菜嘉晴バッテリーコーチの公私に渡る支え、ロッテから移籍したベテラン田村藤夫の教えもあり、以後不動の正捕手となった。工藤と武田に教えを仰ごうと、遠征中の宿舎で深夜に就寝している2人の部屋に押しかけたこともあった。特に工藤からは、試合中の配球についてたびたびマウンド上で問い詰められたり、イニング交代中のベンチ前で説教されるなど徹底した指導を受け、後に「あれがあるから今の自分がある。工藤さんには本当にいろんなことを教えてもらった」と述べている。これに対して工藤は「僕が育てたんじゃなくて彼が自分で育った」、「どれだけ厳しく叱っても食らいついてくる強靭な精神力が彼にはありました」と語っている。若菜は天神の繁華街で交差点に城島を立たせ「そこを通る女性がどこの店に行くかを考えろ」と観察力のトレーニングをさせるというユニークな指導を行った。
1998年は前年の活躍もあり打撃面でも徹底的にマークされ、122試合に出場したものの100安打にすら到達できず打率.251と低迷した。だが、チームは長年続いた不振を脱して南海からダイエー譲渡後10年目で初となるAクラス入りを果たし、3位となった。
1999年4月30日、城島のダイエー入りに大きな影響を与えた球団社長の根本が死去。城島は根本への恩返しとして日本一になることを誓った。初の全試合出場(この年は135試合制)を果たし、リーグ3位の打率.306を記録するなど球団初のリーグ優勝・日本シリーズ優勝に大きく貢献し、リーグ優勝が決定した瞬間には号泣した。この年、工藤は城島に対し「今年1年間お前が出すサインには一切首を振らないから、自信を持ってサインを出せ」と言っていた。この年、工藤と城島のバッテリーで最優秀バッテリー賞を受賞したが、会見の席で工藤から「まだまだ下手」と一蹴され、それに対して城島は「来年も工藤さんとこの賞が取れると信じてますけど、どうやら工藤さんにその気がないみたいなので来年は別の人と取りたい」と答え、場内の笑いを誘った。工藤はシーズン終了後、FAで巨人へ移籍。
2000年は4月13日の対西武ライオンズでファウルチップを受けて右手指を骨折し、わずか84試合の出場にとどまったが、7月17日の対日本ハムファイターズ戦では3-3の同点の9回二死二塁の打席で岩本ツトムからサヨナラ安打、9月2日の対オリックス戦では4-4の同点の延長10回二死無走者の打席で平井正史からサヨナラ本塁打を放つなど、随所で勝負強い打撃を見せた。チームはリーグ2連覇を果たし日本シリーズに出場。日本一は逃したものの、シリーズタイ記録となる4本塁打を放つなど活躍し、シリーズ敢闘賞を受賞した。この本塁打には、前年までの師匠であった工藤公康も含まれる。オフには結婚を発表。
2001年は4月13日の対オリックス3回戦の9回に、史上15人目の1イニング2本塁打を記録。この試合では6回にも本塁打を打っており、グリーンスタジアム神戸での1試合3本塁打は史上4人目であった。シーズン通算の打率は.258と低迷したが、本塁打は自身初の30本越えとなる31本塁打（リーグ9位）を記録。捕手の30本塁打以上は史上5人目であった。この年は小久保裕紀がリーグ4位の44本塁打、松中信彦がリーグ6位の36本塁打、井口資仁がリーグ12位の30本塁打を記録し、30本塁打以上を放った打者が同一チームに4人というパ・リーグ初の快挙を達成。また、4人全員が日本人選手だったのはプロ野球史上初であった。
2002年、シーズン途中に守備についている際に打球を鎖骨に受け骨折。城島の故障の穴埋めのため、日本ハムから田口昌徳が加入。また、福岡放送「夢空間スポーツ」からは城島がゴルフ好きであることから、骨折した鎖骨を固定していたチタンボルトをパターの一部にしてプレゼントされた。この年、本塁打はリーグ12位の25本を記録。打率もリーグ10位の.293で3年ぶりにリーグトップ10に返り咲いた。
2003年には「地味なキャッチャーの時代は終わりました。子どもたちに夢を与えるスーパーキャッチャーになりたい」と抱負を語り、自主トレーニングの際には3割・30本塁打・100打点を打つと公言した。4番の小久保が開幕前にケガで離脱し、この年の開幕戦は松中が4番、城島が5番を務めた。それからシーズン終了までほぼ城島が5番に座ったが、一時は4番を務めることもあった。7月27日の対オリックス戦では仰木彬と並ぶリーグタイ記録となる1試合6安打を記録。リーグ6位の打率.330、リーグ3位の34本塁打、リーグ2位の119打点を記録。特に打点は、最終戦で松中に逆転を許すまではリーグトップであった。松中、井口、ペドロ・バルデスとともにプロ野球史上初の「同一チームで100打点打者が4人」という記録を作り、チームの3年ぶりのリーグ優勝に貢献するとともにMVPにも選出された。捕手のパ・リーグMVPは野村克也以来30年ぶり2人目。日本シリーズでは後に移籍することになる阪神タイガースと対戦。2000年の日本シリーズに続き、長嶋茂雄以来史上2人目となるシリーズ2度目の4本塁打を放ち、チームの日本一に大きく貢献した。この年放った34本塁打は全て右投手から打ったもので、シーズン中は左投手から1本も打てなかったが、4本塁打を放った日本シリーズでは第1戦に井川慶、第7戦にトレイ・ムーアから打った。これについては、当時のパ・リーグには一流の左投手と呼べる存在がおらず、レギュラーシーズン中は対右投手用の打撃練習を徹底しておいて、シリーズ前になってから当時のセントラル・リーグを代表する左投手である阪神の井川、ムーア、下柳剛、ジェフ・ウィリアムス、吉野誠らとの対戦をにらんで対左の打撃に集中していたことを『GET SPORTS』の取材で明らかにしている。シーズン終了後にはアテネオリンピックのアジア予選に出場し、日本代表の4番を務めた。
2004年6月1日に通算1000安打を達成した。出場939試合目での達成は、捕手では1952年の土井垣武に並ぶ最速記録となった。夏にはアテネオリンピックの本選に日本代表として出場し、4番兼正捕手として活躍。チームは銅メダルを獲得した。8月27日にアテネから帰国した成田空港からタクシーで直接西武ドームに向かい、代打で出場したが左飛に終わった。最終的に、捕手シーズン打率パ・リーグ新記録となる.338（リーグ3位）を記録。オリンピック前までは打撃3部門すべてで松中信彦と熾烈なタイトル争いをしていたが、オリンピックによる離脱もありタイトル獲得はならなかった。チームはレギュラーシーズンを1位で突破し、西武とのプレーオフに出場。初戦は石井貴、第3戦は張誌家、第5戦では松坂大輔から本塁打を放つなどプレーオフ計3本塁打を放つ活躍をしたが、守備面では第2戦先発の和田毅、第3戦先発の斉藤和巳が崩れるなど投手陣のリードに苦しみ、チームは第5戦で敗れリーグ連覇を逃した。
チーム名が福岡ソフトバンクホークスへ変わった2005年には、6月4日に通算200本塁打を達成。オールスター第2戦では工藤と対決し、特大の本塁打を放っている。
しかし7月中旬に右肩痛を訴え離脱。その後8月28日にスタメン復帰したが、9月22日の対ロッテ戦で自打球を左スネに当てて骨折し、残りのシーズンを棒に振った。プレーオフに敗退した際、ベンチで泣き崩れる的場直樹に対し「胴上げをよく見てその悔しさを心に留めておけ」と言葉を掛けた。この年、怪我に苦しみながらも通算4,000打数に到達。この時点での通算打率.299は捕手としてプロ野球歴代1位となった。
オフにはアラン・ニーロを代理人とし、メジャー移籍を目指して海外FA権を行使。

### マリナーズ時代
2005年11月22日に3年総額1650万ドルでシアトル・マリナーズと契約を結んだ。
2006年4月3日のロサンゼルス・エンゼルスとの開幕戦（セーフコ・フィールド）に「7番・捕手」として出場し、MLB史上初の日本人捕手となった。本拠地で打席に入る際の曲にはジミ・ヘンドリックスの「Hey Joe」を使用（入団の際にはTV番組『笑点』のテーマを登場曲の候補の1つに上げていたこともあった）。バートロ・コロンから第2打席にメジャー初安打を本塁打で記録。デビュー戦での本塁打は松井稼頭央に続き日本人史上2人目となった。続く4日の対エンゼルス戦では、チームでは1984年のアルビン・デービス以来となるデビュー戦から2試合連続本塁打を記録した。9月15日の対カンザスシティ・ロイヤルズ戦（カウフマン・スタジアム）から打順は3番に定着。19日の対テキサス・レンジャーズ戦（アメリクエスト・フィールド・イン・アーリントン）では、日本人メジャーリーガーの1年目としては松井秀喜を上回り最多となる17号本塁打、25日の対シカゴ・ホワイトソックス戦（USセルラー・フィールド）では、マリナーズの捕手としては最多記録と並ぶ18号本塁打を記録。シーズン最終戦となる10月1日の対レンジャーズ戦（セーフコ・フィールド）では、最終打席でバック・ロジャースのア・リーグ新人捕手シーズン最多安打記録146を44年ぶりに更新する安打を放った。最終的に新人の日本人選手としては2001年のイチローに次いで2位となる打率.291, 同最多かつ1996年のダン・ウィルソンと並び新人での球団史上最多となる18本塁打、76打点、同1位のOPS.774を残した。新人野手としてはリーグの本塁打と打点部門でトップの成績だったが、新人王の投票では投手3人に続く4位に終わった。
オフには城島の苦悩を描いたエピソードがテレビ放送や新聞の連載で紹介されたが、「これまでと違う言語で新しい投手たちとコミュニケーションを図ることに努力しながら、これだけの打撃成績を収めたのは我々の脳裏に強く焼き付いた」という『USAトゥデイ』紙を始め、数々のメディアで賞賛された。
2007年は135試合に出場し、打率.287, 14本塁打、61打点、OPS.755を残し、守備率（863守備機会で.998）と盗塁阻止率 (.465) では両リーグトップを記録したが、捕手防御率 (CERA) 5.08は両リーグワースト2位であったため、高い盗塁阻止率にもかかわらず守備防御点は-7だった。7月3日の対カンザスシティ・ロイヤルズ戦では右手甲に打球を受け負傷したが、2000年に骨折した際に埋め込まれていた金属プレートのおかげで、再度の骨折を回避できた。オフにはCBSスポーツの捕手ランキングでホルヘ・ポサダ、ビクター・マルティネス、ラッセル・マーティン、ジョー・マウアーに次ぐ5位に入り、"2007 This Year in Baseball Award" の "Defensive Player" 部門に捕手で唯一ノミネートされた。
2008年はスプリングトレーニングで18試合の出場で打率.321, 2本塁打、OPS.836と例年以上の好成績を残し、4月25日には3年2400万ドルで契約を延長。しかし前半戦打率.213, OPS.549と打撃不振に陥ったことに加え、投手陣がジェイミー・バークに信頼を置き始め、首脳陣も当時有望株だったジェフ・クレメントのテストを始めたこともあり、一塁手へのコンバートも噂された。8月に入ると一時レギュラーの座を剥奪されていたが、9月はクレメントが膝の手術でシーズンを終えたため、再び正捕手として起用された。最終的に112試合出場、自己最低となる打率.227, 7本塁打、39打点、OPS.609に終わり、翌年から3年総額26億円の高額な契約を結んでいたこともあって、ESPNの選ぶア・リーグの "Least Valuable Player"（MVPの逆、「最も価値の低かった選手」）に選出された。
2009年は開幕前の3月に開催された第2回ワールド・ベースボール・クラシック(WBC)の日本代表に選出された。同大会では全試合に捕手として先発出場し、9試合で30打数10安打（打率.333）、1本塁打・4打点・1盗塁・4得点で日本の2大会連続2度目の優勝に貢献した。

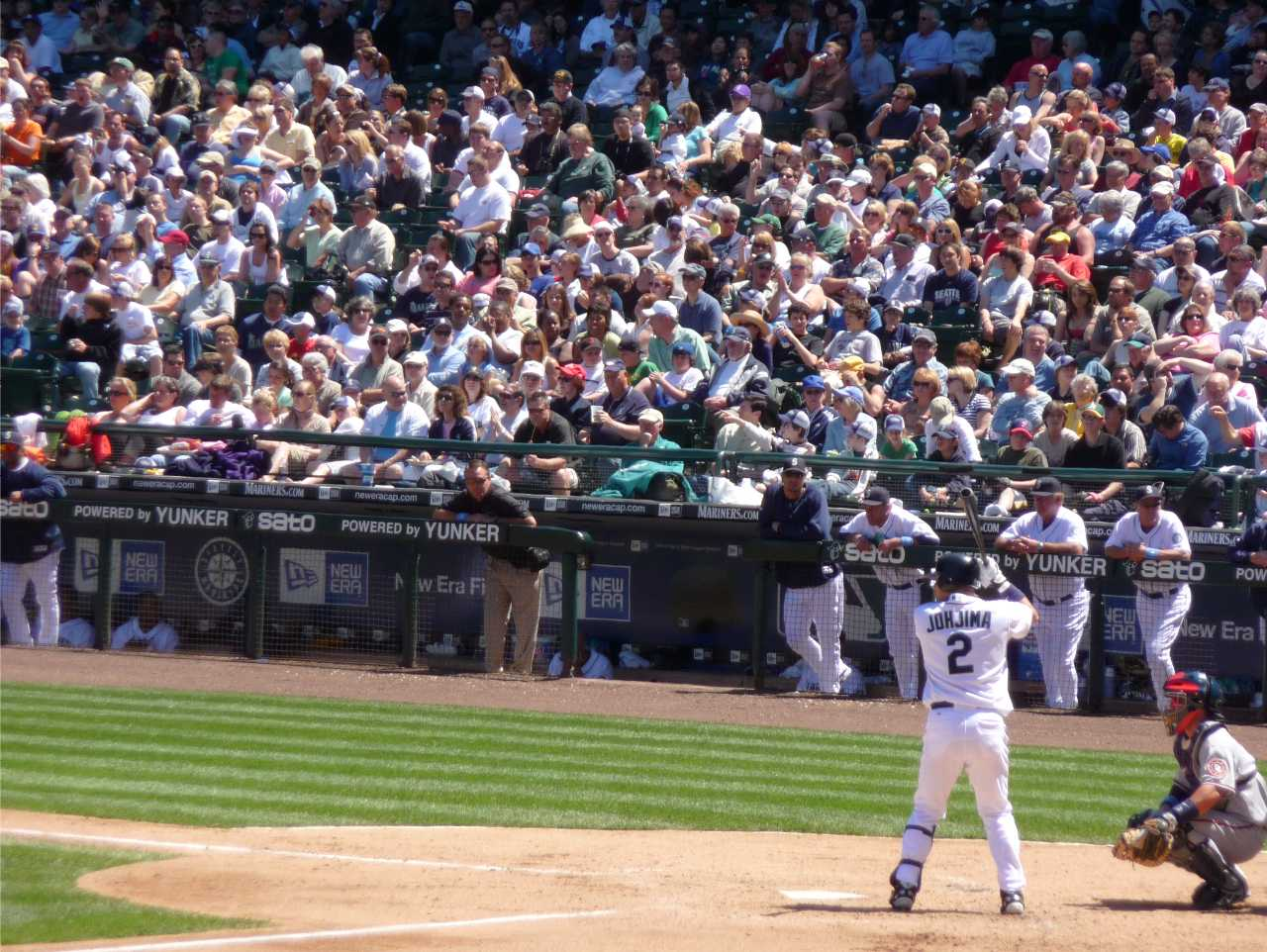
打席に立つ城島（2008年）

シーズンでは正捕手としてスタートしたが、4月16日に右太股裏の肉離れで15日間の故障者リスト入り、5月26日に左足親指骨折で2度目の故障者リスト入りするなど序盤は怪我に見舞われた。また城島が不在の間に新人のロブ・ジョンソンが投手陣の信頼を集め、城島の復帰後もフェリックス・ヘルナンデス、ジャロッド・ウォッシュバーン、エリック・ベダードの先発三本柱はジョンソンと組んだため、出場機会が激減。後にウォッシュバーンは移籍、ベダードは怪我で離脱したが、三本柱の先発した65試合のうち城島がマスクをかぶったのは序盤の10試合のみだった。打撃は2008年よりやや持ち直し、71試合の出場ながら打率.247, 9本塁打、22打点。本塁打率ではメジャーに移籍してから自己最高の数字を残したが、RC27は4.03という低調な数字に終わった。無走者時の打率.290に対し、走者を置いた状況下では打率.188（得点圏打率.184）と大きく数字を落とした。守備面では規定試合数に届かなかったものの盗塁阻止率で自己最高の.537を記録、メジャー通算でも.400としたが、CERAは4.86に留まり、ロブ・ジョンソンの3.23を大きく上回ってしまった。エースのヘルナンデスは城島とバッテリーを組んだ試合では1勝3敗、防御率7.22, QS率20 % (1/5) だったが、城島以外の捕手と組んだ試合では18勝2敗、防御率1.81, QS率96.6 % (28/29) という圧倒的な成績を残した。ただし、ヘルナンデスは毎年5月に不調に陥る傾向で、城島が復帰した5月の数試合はちょうどその時期と重なっており、城島が退団した後の2010年もロブ・ジョンソンと組んだがその傾向に変化はなく、月別防御率はむしろ悪化している。
オフの10月19日にはマリナーズとの残りの契約を破棄し、日本球界に復帰する意向であることが発表された。阪神が真っ先に獲得に動き、やや遅れて古巣のソフトバンクも獲得の意向を示したが、27日の阪神との2度目の交渉で入団の意思を表明した。この時阪神が城島の獲得に至った経緯として、前年までの正捕手矢野輝弘がこの年故障で長く欠場し、代わって正捕手格となった狩野恵輔も送球面などの不安を抱えていたこと、また右打ちの強打者がチームに少なかったことがあり、城島はいずれの補強ポイントにも合致していた。城島自身はこれ以前に『夢空間スポーツ』の自身のコーナーにて「（選手として）バリバリの状態で福岡に戻りたい」、「今の自分があるのはホークスのおかげであり、ユニフォームを脱ぐ時は福岡でホークスのユニフォームを脱ぎたい」と語っており、ソフトバンク球団側も背番号「2」を欠番にし、城島のマリナーズ退団情報を9月中旬に掴んでいたが、この年に26本塁打を放ち飛躍した田上秀則の存在や城島自身の年俸の高騰のため最終的には獲得を見送り、この後球団は背番号「2」を、この年のドラフト会議で1位指名した、城島にとっては高校の後輩にあたる今宮健太に与えた。

### 阪神時代

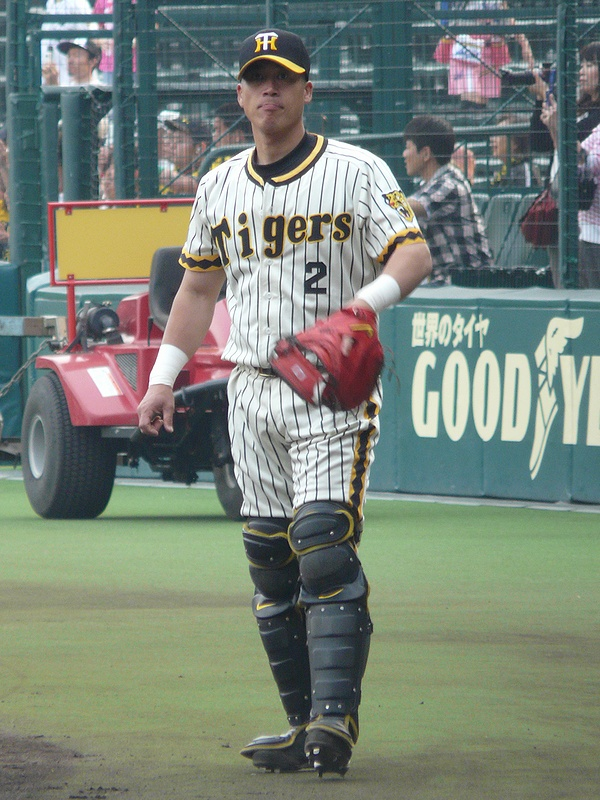
2010年5月25日 阪神甲子園球場

2009年11月13日に阪神が正式に獲得を発表。3年総額12億円の大型契約で、背番号は「2」。
2010年3月26日の対横浜ベイスターズ戦（京セラドーム大阪）で決勝適時打を放ち、「長崎県佐世保から来ました城島です」とヒーローインタビューで話した。翌27日の同球場・同カードにおいては延長11回にサヨナラ本塁打を打ち、ヘッドスライディングでホームインしてみせた。同年はシーズン通じて活躍し、全試合出場・打率.303（リーグ12位）、28本塁打の好成績を残す。10月5日の対東京ヤクルトスワローズ戦でシーズン165安打目を放ち、1997年に古田敦也が記録した164安打を抜いて捕手のセ・リーグ最多安打記録を更新した。これにより、城島はセ・パ両リーグの捕手最多安打記録保持者となり、自身が所属した2003年のダイエーと2010年の阪神がチーム安打数のリーグ記録を作り、両方の年の規定打席到達者として記録に大いに貢献した。また、ゴールデングラブ賞を受賞し捕手として史上初のセ・パ両リーグでの受賞となった。しかし、この年の終盤に左膝半月板を負傷していたことが判明し、11月9日に手術を受けた。リハビリ中は後輩の原口文仁から質問攻めにされていた。
2011年は左膝の負傷が判明した際の全治6か月という診断を覆して予定よりも早く実戦に復帰し、また3月11日に発生した東日本大震災の影響で開幕が延期されたこともあって、開幕戦出場を果たした。しかし、膝を保護するために試合で着用していたパッドのため左膝に瘢痕が生じ、これによって膝の可動域が広がらなくなった影響で、わずか38試合の出場で打率.189, 5本塁打、13打点と打撃不振に陥り、守備面でもショートバウンドの捕球に支障をきたすようになった。膝が万全でないことで右肘の靭帯損傷や腰痛も併発し、6月10日に出場選手登録を抹消された。8月16日に左膝のクリーニング手術を受け、一軍に復帰することなくシーズンを終えた。
2012年は開幕から一塁手に専念していたが、5月上旬に左坐骨神経痛のため出場選手登録を抹消され、腰椎椎間板ヘルニアの手術を受けた。8月にはリハビリ出場していた二軍戦で左膝裏の肉離れを起こした。9月には二軍戦に復帰したものの、相次ぐ致命的な故障で捕手としての復帰は絶望的となった。翌年の戦力構想からも外れ、9月28日に同年限りでの現役引退を表明。引退を王に報告した際、「現役は一回しかできないのだから、他のポジションで頑張ってはどうか」と言われたが、城島の決意は変わらなかった。
監督の和田豊から、9月29日の一軍の対広島東洋カープ戦を引退試合として出場を打診されたが、これを固辞し同日のウエスタン・リーグにおける対オリックス戦（阪神鳴尾浜球場）が引退試合となった。「3番・捕手」として先発出場し、初回無死一・二塁の場面で中前適時打を放った。直後に代走を送られて退くと、試合中にもかかわらず藤川球児の音頭で胴上げされた。10月18日に任意引退が公示された。

### 現役引退後
引退後は球界から距離を置き、趣味である釣り関連の番組を中心にタレントとして活動している。
2013年1月にRKB毎日放送の特番として放送され、同年4月21日からレギュラー番組に昇格した自身の冠番組『城島健司のJ的な釣りテレビ』に出演。また、同年3月より月1回ペースで放送されるテレビ長崎のゴルフ番組『城島健司と金谷多一郎のモア☆ゴル』にも出演している。
野球関連では、2013年9月28日に福岡ヤフオクドームで行われた斉藤和巳の引退記念セレモニーに登場し、斉藤の投球を捕手として受けたほか、2018年3月10日にサンマリンスタジアム宮崎で行われた「ジャイアンツvsホークスOB戦」に出場し、19年ぶりに工藤とバッテリーを組んだ。

### ソフトバンク球団会長付特別アドバイザー時代
2019年12月20日に福岡市内のホテルで、福岡ソフトバンクホークス会長付特別アドバイザー就任の記者会見を行った。契約は2020年1月より1年間だったが、2024年現在も業務を継続している。さらに、2024年1月には、球団よりシニアコーディネーターを兼任することが発表された。

### ソフトバンク球団CBO時代
2024年11月21日、福岡ソフトバンクホークスのチーフベースボールオフィサー（CBO）就任会見が開かれた。

## 選手としての特徴

### 守備
盗塁阻止率が高く、卓越した強肩を生かして座ったまま一塁牽制や二塁送球を行うこともあった。これに対して大沢啓二は「肩を痛めるため真似しないほうがいい」と発言しており、実際に城島自身も2005年に座った状態での送球で肩を痛めたことにより、以降は座ったままの送球をしなくなった。マリナーズ移籍後も、投げ急ぐ傾向があることとリリースポイントが不安定なことを指摘され、2007年のスプリングトレーニングでは、素早く投げるのではなく肩の強さを生かして二塁方向に肩を押し出すバランスの取れた投げ方を指導され、同年の盗塁阻止率はメジャートップの数値を記録。阪神に移籍した2010年からは再び座ったままの送球を見せるようになり、「ジョー・バズーカ」と呼ばれるようになった。
当時現役27年目で、数多くの捕手相手に球を投げてきた工藤公康は「キャッチングが一番下手だったのは城島。最後までうまくならなかった」と述べている。MLB時代のキャッチングについて、フレーミングにやや難があり、総合的な守備力を測る守備防御点は通算でマイナスとなっている。
リード面ではストライク先行と初球ストライクをモットーとして挙げ、打者の打てない確率の高いコースと球種で強気に攻め三振を狙った。
捕手である自らがリードする方針は投手が球種を決めることが主流のMLBの手法と相性が良くなく、当時のマリナーズのエースのフェリックス・ヘルナンデスなどからの不興を買い、「城島が捕手では投げたくない」という投手が増えた。これはマリナーズ時代に契約途中で帰国せざるを得なかった要因とされる。メジャーの味方投手達が城島のリードで最も嫌った類のものは、ボール球を過剰に要求する配球であった。
NPB元審判員佐々木昌信は、城島は守備中によく喋る捕手で「ちょっとジャッジに集中させてくれ」と思っていたという。

### 打撃
内角低めの球を得意とする。2000年の日本シリーズ第1戦では工藤公康が投じた内角低めの完全なボール球を左手一本ですくい上げ本塁打とした。

### 走塁
一塁到達まで4.7秒と平均を下回り、2010年にはリーグワーストの22併殺打を記録。
日本人でメジャーで初本盗を決めた人物である。

## 人物

### 釣り愛好家として
幼少の頃から父親とよく釣りにいっており、成人した現在でも海釣り（特に磯釣り）好きであり、現役時代からシーズン中も暇を見つけては釣りに出かけるほどで、釣り関連でのエピソードも数多い。
- 地元紙・長崎新聞の釣りコーナーや釣り雑誌に「ホークスの城島選手」ではなく「佐世保市の城島さん」として掲載された[65]。また、平戸市の釣り宿・丸銀釣りセンター主催の大会で優勝する[66]など、釣り人としての評価も高い。
- 九州・中国地方のローカル釣り雑誌『釣ファン』で、過去数回雑誌の表紙を飾っている[67]。
- 福岡ローカルのテレビ局で城島（とその他プロ野球選手数人）の釣りがメインテーマの正月特番（テレビ西日本『城島健司のメジャーフィッシング』、福岡放送『城島&馬原の釣り一番!』）が放送されたことがあるほか、他にも『フィッシングライフ』（サンテレビ他）など多くの釣り番組への出演経験がある。
- マリンレジャーに関心が高いことから日本水難救済会による『青い羽根募金』のアドバイザーに2009年度から就任した[68]。
- 2011年には福岡市の釣具メーカー「AURA」の商品カタログに登場した[69]。

### 人間関係
ダイエーで監督として仕えた王のことを、「一番ユニフォーム姿が似合って、かっこいい人。野球をしている時の目の輝きが違うし、あの歳になってもあれだけ野球を好きでいられることは凄い。敬遠の時、ボールの動きと一緒に監督も飛び上がっていたくらいですから」と語っている。高校3年在学時に、3段の腕前である書道で好きな言葉を書くことになった際に、迷わず「王」の一文字を書いた。若手の時代には、王から厳しい指導も受けた。王も相手が誰であろうとズバズバ物事を話せる城島を将来の監督として、高く評価していたとされる。2020年にソフトバンクの会長付特別アドバイザーに就任した際には王から「イエス、ノーをはっきり言える男だし、選手たちが決断することにプラスになる、選手たちの兄貴分のような存在になってもらいたい」と期待を寄せられた。
2009年オフに阪神に入団した原口文仁からは「生きた教材」となり、リハビリ中だった翌2010年オフは原口から質問攻めにされ、城島自身の地元・長崎での自主トレにも同行。球界と距離を置く現在でも連絡を取り合っており、その原口が育成選手から支配下登録選手に昇格して即日一軍昇格をも果たした際には連絡を貰っていた。

### ソフトバンク球団会長付特別アドバイザーとして
「『捕手が打たなくても良い』は甘え」という持論を持ち、2022年春季キャンプに帯同した際には、「捕手が打たなさすぎる」「セ・リーグは(投手も含め)2人打たないのがいるようなもの」と現役捕手陣の打力に苦言を呈したという。これに対してインターネット上では賛否両論が繰り広げられ、否定派からは「古田敦也、阿部慎之助、城島などが活躍した捕手黄金期当時のレベルを現役捕手に求めるのは酷ではないか」という意見が為された。但し城島は高卒3年目1997年に打率リーグ5位の.308を記録し、また1999年にもリーグに規定到達3割打者僅か4名(イチロー、松井稼頭央、城島、ローズ)の内リーグ3位の.306、且つ全試合捕手出場でチーム唯一3割を記録しており、城島自体が「打てる捕手」かつ周りが打てない中でも打ったことも否定できない。

## 詳細情報

### 年度別打撃成績
| 年 度     | 球 団                 | 試 合 | 打 席 | 打 数 | 得 点 | 安 打 | 二 塁 打 | 三 塁 打 | 本 塁 打 | 塁 打 | 打 点 | 盗 塁 | 盗 塁 死 | 犠 打 | 犠 飛 | 四 球 | 敬 遠 | 死 球 | 三 振 | 併 殺 打 | 打 率 | 出 塁 率 | 長 打 率 | O P S |
| --------- | --------------------- | ----- | ----- | ----- | ----- | ----- | -------- | -------- | -------- | ----- | ----- | ----- | -------- | ----- | ----- | ----- | ----- | ----- | ----- | -------- | ----- | -------- | -------- | ----- |
| 1995      | ダイエー ソフトバンク | 12    | 13    | 12    | 2     | 2     | 0        | 0        | 0        | 2     | 1     | 0     | 0        | 0     | 0     | 1     | 0     | 0     | 4     | 0        | .167  | .231     | .167     | .397  |
| 1996      | ダイエー ソフトバンク | 17    | 62    | 58    | 5     | 14    | 2        | 0        | 4        | 28    | 9     | 1     | 0        | 0     | 0     | 3     | 0     | 1     | 9     | 1        | .241  | .290     | .483     | .773  |
| 1997      | ダイエー ソフトバンク | 120   | 470   | 432   | 49    | 133   | 24       | 2        | 15       | 206   | 68    | 6     | 2        | 4     | 7     | 22    | 1     | 5     | 62    | 15       | .308  | .343     | .477     | .820  |
| 1998      | ダイエー ソフトバンク | 122   | 440   | 395   | 53    | 99    | 19       | 0        | 16       | 166   | 58    | 5     | 2        | 6     | 4     | 27    | 4     | 8     | 67    | 18       | .251  | .309     | .420     | .729  |
| 1999      | ダイエー ソフトバンク | 135   | 539   | 493   | 65    | 151   | 33       | 1        | 17       | 237   | 77    | 6     | 2        | 6     | 1     | 31    | 5     | 8     | 61    | 13       | .306  | .356     | .481     | .837  |
| 2000      | ダイエー ソフトバンク | 84    | 342   | 303   | 38    | 94    | 22       | 2        | 9        | 147   | 50    | 10    | 2        | 5     | 1     | 27    | 2     | 6     | 48    | 13       | .310  | .377     | .485     | .862  |
| 2001      | ダイエー ソフトバンク | 140   | 578   | 534   | 63    | 138   | 18       | 0        | 31       | 249   | 95    | 9     | 4        | 5     | 2     | 31    | 2     | 6     | 55    | 17       | .258  | .305     | .466     | .772  |
| 2002      | ダイエー ソフトバンク | 115   | 463   | 416   | 60    | 122   | 18       | 0        | 25       | 215   | 74    | 8     | 7        | 3     | 6     | 30    | 5     | 8     | 41    | 11       | .293  | .348     | .517     | .865  |
| 2003      | ダイエー ソフトバンク | 140   | 628   | 551   | 101   | 182   | 39       | 2        | 34       | 327   | 119   | 9     | 4        | 2     | 7     | 53    | 10    | 15    | 50    | 22       | .330  | .399     | .593     | .993  |
| 2004      | ダイエー ソフトバンク | 116   | 498   | 426   | 91    | 144   | 25       | 1        | 36       | 279   | 91    | 6     | 5        | 0     | 1     | 49    | 5     | 22    | 45    | 16       | .338  | .432     | .655     | 1.087 |
| 2005      | ダイエー ソフトバンク | 116   | 463   | 411   | 70    | 127   | 22       | 4        | 24       | 229   | 57    | 3     | 4        | 0     | 2     | 33    | 4     | 16    | 32    | 19       | .309  | .381     | .557     | .938  |
| 2006      | SEA                   | 144   | 542   | 506   | 61    | 147   | 25       | 1        | 18       | 228   | 76    | 3     | 1        | 0     | 3     | 20    | 1     | 13    | 46    | 15       | .291  | .332     | .451     | .783  |
| 2007      | SEA                   | 135   | 513   | 485   | 52    | 139   | 29       | 0        | 14       | 210   | 61    | 0     | 2        | 0     | 2     | 15    | 0     | 11    | 41    | 22       | .287  | .322     | .433     | .755  |
| 2008      | SEA                   | 112   | 409   | 379   | 29    | 86    | 19       | 0        | 7        | 126   | 39    | 2     | 0        | 1     | 2     | 19    | 1     | 8     | 33    | 12       | .227  | .277     | .332     | .609  |
| 2009      | SEA                   | 71    | 258   | 239   | 24    | 59    | 11       | 0        | 9        | 97    | 22    | 2     | 2        | 1     | 1     | 12    | 0     | 5     | 28    | 4        | .247  | .296     | .406     | .702  |
| 2010      | 阪神                  | 144   | 602   | 554   | 76    | 168   | 29       | 0        | 28       | 281   | 91    | 9     | 5        | 2     | 3     | 27    | 0     | 16    | 53    | 22       | .303  | .352     | .507     | .859  |
| 2011      | 阪神                  | 38    | 144   | 132   | 7     | 25    | 3        | 0        | 5        | 43    | 13    | 0     | 0        | 0     | 2     | 8     | 1     | 2     | 16    | 5        | .189  | .243     | .326     | .569  |
| 2012      | 阪神                  | 24    | 42    | 39    | 4     | 7     | 1        | 0        | 0        | 8     | 5     | 0     | 0        | 0     | 1     | 2     | 2     | 0     | 4     | 4        | .179  | .214     | .205     | .419  |
| NPB：14年 | NPB：14年             | 1323  | 5284  | 4756  | 684   | 1406  | 255      | 12       | 244      | 2417  | 808   | 72    | 37       | 33    | 37    | 344   | 41    | 113   | 547   | 176      | .296  | .355     | .508     | .863  |
| MLB：4年  | MLB：4年              | 462   | 1722  | 1609  | 166   | 431   | 84       | 1        | 48       | 661   | 198   | 7     | 5        | 2     | 8     | 66    | 2     | 37    | 148   | 53       | .268  | .310     | .411     | .721  |

- 各年度の太字はリーグ最高
- ダイエー（福岡ダイエーホークス）は、2005年にソフトバンク（福岡ソフトバンクホークス）に球団名を変更

### 年度別打撃成績所属リーグ内順位
| 年 度 | 年 齢 | リ ｜ グ   | 打 率 | 安 打 | 本 塁 打 | 打 点 |
| ----- | ----- | ---------- | ----- | ----- | -------- | ----- |
| 1995  | 19    | パ・リーグ | -     | -     | -        | -     |
| 1996  | 20    | パ・リーグ | -     | -     | -        | -     |
| 1997  | 21    | パ・リーグ | 5位   | -     | -        | -     |
| 1998  | 22    | パ・リーグ | -     | -     | -        |       |
| 1999  | 23    | パ・リーグ | 3位   | 4位   | -        | 9位   |
| 2000  | 24    | パ・リーグ | -     | -     | -        | -     |
| 2001  | 25    | パ・リーグ | -     | -     | 9位      | 9位   |
| 2002  | 26    | パ・リーグ | 10位  | -     | -        | -     |
| 2003  | 27    | パ・リーグ | 6位   | 2位   | 3位      | 2位   |
| 2004  | 28    | パ・リーグ | 3位   | 10位  | 6位      | 5位   |
| 2005  | 29    | パ・リーグ | 7位   | -     | -        | -     |
| 2010  | 34    | セ・リーグ | -     | -     | 8位      | 7位   |
| 2011  | 35    | セ・リーグ | -     | -     | -        | -     |
| 2012  | 36    | セ・リーグ | -     | -     | -        | -     |

- -は10位未満（打率、OPSは規定打席未到達の場合も-と表記）

### WBCでの打撃成績
| 年 度 | 代 表 | 試 合 | 打 席 | 打 数 | 得 点 | 安 打 | 二 塁 打 | 三 塁 打 | 本 塁 打 | 塁 打 | 打 点 | 盗 塁 | 盗 塁 死 | 犠 打 | 犠 飛 | 四 球 | 敬 遠 | 死 球 | 三 振 | 併 殺 打 | 打 率 | 出 塁 率 | 長 打 率 |
| ----- | ----- | ----- | ----- | ----- | ----- | ----- | -------- | -------- | -------- | ----- | ----- | ----- | -------- | ----- | ----- | ----- | ----- | ----- | ----- | -------- | ----- | -------- | -------- |
| 2009  | 日本  | 9     | 35    | 30    | 4     | 10    | 1        | 0        | 1        | 14    | 4     | 1     | 0        | 1     | 2     | 2     | 0     | 0     | 3     | 2        | .333  | .353     | .467     |

### 年度別守備成績
| 年 度 | 球 団                 | 捕手  | 捕手  | 捕手  | 捕手  | 捕手  | 捕手  | 捕手     | 捕手     | 捕手     | 捕手     | 捕手     | 一塁  | 一塁  | 一塁  | 一塁  | 一塁  | 一塁     |
| 年 度 | 球 団                 | 試 合 | 刺 殺 | 補 殺 | 失 策 | 併 殺 | 捕 逸 | 守 備 率 | 企 図 数 | 許 盗 塁 | 盗 塁 刺 | 阻 止 率 | 試 合 | 刺 殺 | 補 殺 | 失 策 | 併 殺 | 守 備 率 |
| ----- | --------------------- | ----- | ----- | ----- | ----- | ----- | ----- | -------- | -------- | -------- | -------- | -------- | ----- | ----- | ----- | ----- | ----- | -------- |
| 1995  | ダイエー ソフトバンク | 9     | 18    | 3     | 1     | 1     | 0     | .995     | 5        | 3        | 2        | .400     | -     | -     | -     | -     | -     | -        |
| 1996  | ダイエー ソフトバンク | 17    | 116   | 9     | 0     | 3     | 0     | 1.000    | 11       | 7        | 4        | .364     | -     | -     | -     | -     | -     | -        |
| 1997  | ダイエー ソフトバンク | 117   | 735   | 76    | 7     | 16    | 10    | .991     | 96       | 65       | 31       | .323     | 7     | 40    | 0     | 1     | 3     | .976     |
| 1998  | ダイエー ソフトバンク | 106   | 573   | 71    | 8     | 8     | 5     | .988     | 82       | 53       | 29       | .354     | 11    | 34    | 4     | 0     | 3     | 1.000    |
| 1999  | ダイエー ソフトバンク | 135   | 893   | 81    | 9     | 16    | 3     | .991     | 116      | 78       | 38       | .328     | 3     | 8     | 0     | 0     | 2     | 1.000    |
| 2000  | ダイエー ソフトバンク | 77    | 462   | 36    | 3     | 6     | 3     | .994     | 43       | 27       | 16       | .372     | -     | -     | -     | -     | -     | -        |
| 2001  | ダイエー ソフトバンク | 140   | 815   | 74    | 6     | 15    | 4     | .993     | 92       | 57       | 35       | .380     | -     | -     | -     | -     | -     | -        |
| 2002  | ダイエー ソフトバンク | 100   | 706   | 66    | 3     | 16    | 8     | .996     | 63       | 31       | 32       | .508     | 2     | 8     | 1     | 0     | 2     | 1.000    |
| 2003  | ダイエー ソフトバンク | 140   | 1175  | 90    | 7     | 11    | 7     | .994     | 82       | 47       | 35       | .427     | -     | -     | -     | -     | -     | -        |
| 2004  | ダイエー ソフトバンク | 114   | 828   | 66    | 4     | 15    | 7     | .996     | 62       | 34       | 28       | .452     | -     | -     | -     | -     | -     | -        |
| 2005  | ダイエー ソフトバンク | 108   | 852   | 48    | 3     | 12    | 3     | .997     | 63       | 38       | 25       | .397     | 5     | 21    | 4     | 0     | 3     | 1.000    |
| 2006  | SEA                   | 144   | 882   | 58    | 7     | 9     | 10    | .993     | 86       | 57       | 29       | .337     | -     | -     | -     | -     | -     | -        |
| 2007  | SEA                   | 133   | 805   | 56    | 2     | 15    | 5     | .998     | 86       | 46       | 40       | .465     | -     | -     | -     | -     | -     | -        |
| 2008  | SEA                   | 100   | 632   | 34    | 8     | 8     | 7     | .988     | 77       | 52       | 25       | .325     | -     | -     | -     | -     | -     | -        |
| 2009  | SEA                   | 70    | 413   | 35    | 1     | 2     | 4     | .998     | 41       | 19       | 22       | .537     | -     | -     | -     | -     | -     | -        |
| 2010  | 阪神                  | 144   | 999   | 77    | 9     | 13    | 4     | .992     | 63       | 41       | 22       | .349     | -     | -     | -     | -     | -     | -        |
| 2011  | 阪神                  | 38    | 294   | 34    | 2     | 3     | 4     | .994     | 20       | 11       | 9        | .450     | -     | -     | -     | -     | -     | -        |
| 2012  | 阪神                  | -     | -     | -     | -     | -     | -     | -        | -        | -        | -        | -        | 8     | 67    | 3     | 0     | 3     | 1.000    |
| NPB   | NPB                   | 1245  | 8466  | 731   | 62    | 135   | 58    | .993     | 798      | 492      | 306      | .383     | 41    | 178   | 12    | 1     | 16    | .995     |
| MLB   | MLB                   | 447   | 2732  | 183   | 18    | 34    | 26    | .994     | 290      | 174      | 116      | .400     | -     | -     | -     | -     | -     | -        |

- 各年度の太字はリーグ最高、赤太字 はNPBの捕手における歴代最高
- NPB時代の太字年はゴールデングラブ賞受賞

### 表彰
NPB
- 最優秀選手：1回（2003年）
- ベストナイン：6回（捕手部門：1999年 - 2001年、2003年 - 2005年）※捕手として3年以上連続を2回は他に野村克也、伊東勤のみ。6回受賞は野村、伊東に次ぐパ・リーグ歴代3位
- ゴールデングラブ賞：8回（捕手部門：1999年 - 2005年、2010年）※7年連続は捕手としては史上最長、8回は歴代3位。両リーグ受賞は、捕手としては史上唯一
- 月間MVP：3回（打者部門：1999年6月、2003年4月、2004年6月）
- 最優秀バッテリー賞：5回 ※5回は古田敦也、伊東、阿部慎之助に次ぐ歴代4位タイ
  - 1999年 投手：工藤公康
  - 2000年 投手：吉田修司
  - 2001年 投手：田之上慶三郎
  - 2003年 投手：斉藤和巳
  - 2004年 投手：三瀬幸司
- 日本シリーズ優秀選手賞：2回（1999年、2003年）
- 日本シリーズ敢闘賞：1回（2000年）
- オールスターゲーム優秀選手賞：1回（2004年第1戦）
- ホームランダービー優勝：1回（2010年第1戦）
- 「ジョージア魂」賞年間大賞：1回（2010年）
- 「ジョージア魂」賞：1回（2010年度第1回）
- 花のパ・リーグ大賞：1回（1997年）[注 3]
- 報知プロスポーツ大賞：1回（2003年）
- 福岡県県民スポーツ栄誉賞（2004年）[75]
- 福岡市スポーツ栄誉賞（2004年）[76]
- 佐世保市市民栄誉賞（2005年）[77]
- サンスポMVP大賞：1回（2010年）[78]

MLB
- Baseball Digest ルーキーオールスターチーム（英語版）（捕手部門：2006年）[79]

### 記録

#### NPB
初記録
- 初出場：1995年5月31日、対オリックス・ブルーウェーブ9回戦（福岡ドーム）、7回裏に若井基安の代打で出場
- 初打席：同上 清原の前に凡打
- 初安打・初打点：1995年7月9日、対千葉ロッテマリーンズ15回戦（千葉マリンスタジアム）、7回表にエリック・ヒルマンから中前適時打
- 初先発出場：1995年7月14日、対オリックス・ブルーウェーブ17回戦（福岡ドーム）、8番・捕手で先発出場
- 初本塁打：1996年9月10日、対近鉄バファローズ21回戦（福岡ドーム）、5回裏に久保康生からソロ
- 初盗塁：1996年9月26日、対近鉄バファローズ25回戦（藤井寺球場）、4回表に二盗（投手：山崎慎太郎、捕手：古久保健二）

節目の記録
- 100本塁打：2002年5月6日、対大阪近鉄バファローズ7回戦（福岡ドーム）、6回裏に前川勝彦から左越2ラン ※史上221人目
- 150本塁打：2003年10月3日、対オリックス・ブルーウェーブ28回戦（Yahoo!BBスタジアム）、2回表に加藤大輔から左越ソロ ※史上131人目
- 1000安打：2004年6月1日、対千葉ロッテマリーンズ10回戦（福岡ドーム）、3回裏に小林宏之から中前安打 ※史上220人目
- 1000試合出場：2004年9月21日、対北海道日本ハムファイターズ26回戦（札幌ドーム）、5番・捕手で先発出場 ※史上400人目
- 200本塁打：2005年6月2日、対阪神タイガース6回戦（阪神甲子園球場）、8回表に藤川球児から左越2ラン ※史上83人目

その他の記録
- 1イニング2本塁打：2001年4月13日、対オリックス・ブルーウェーブ3回戦（グリーンスタジアム神戸）、9回表に木村昌広・岸川登俊から
- 1試合6安打：2003年7月27日、対オリックス・ブルーウェーブ17回戦（福岡ドーム）、7打数6安打 ※史上8人目[80]
- 捕手全試合フルイニング出場：2003年 ※史上4人目、2リーグ制後では史上2人目[81]
- 捕手シーズン182安打：2003年 ※史上最多[82]
  - 捕手シーズン168安打：2010年 ※セ・リーグ記録[83]
- 捕手シーズン1272守備機会：2003年 ※史上最多[84]
- 捕手シーズン1175刺殺：同上 ※史上最多[84]
- 捕手シーズン打率.338：2004年 ※パ・リーグ史上最高
- 日本シリーズ4本塁打：2000年、2003年 ※シリーズタイ記録
- オールスターゲーム出場：9回（1997年、1998年、1999年、2000年、2001年、2003年、2004年、2005年、2010年）

### 背番号
- 2（1995年 - 2012年）

### 代表歴
- 2004年アテネオリンピックの野球競技・日本代表
- 2009 ワールド・ベースボール・クラシック日本代表

## 関連情報

### 出演
CM
- ローソン - 1997年。中山エミリ、つぶやきシローと共演。
- サントリー (DAKARA) - 2005年。城島のコミカルなキャラクターを強調した内容。
- アクエリアス - 2003年。
- スカイパーフェクTV!（福岡版）
- 福岡銀行 - 親和銀行も同一のCMを使用した
- ベスト電器
- 九十九島せんぺい
- 九州セルラー

テレビ
- 城島健司のJ的な釣りテレビ（2013年1月3日・2013年4月21日 - 2025年3月9日、RKB毎日放送）攝津正と共演。
- 城島健司と金谷多一郎のモア☆ゴル（2013年3月23日 - 2018年3月24日、テレビ長崎）
- 列車に乗って「長崎の旅 その1 〜長崎市編〜」（2013年4月21日、RKB毎日放送）千原せいじと共演。
  - 列車に乗って「長崎の旅 その2 〜長崎市編〜」（2013年4月28日、RKB毎日放送）千原せいじと共演。
  - 列車に乗って「長崎の旅 その3〜佐世保市編〜」（2013年5月5日、RKB毎日放送）千原せいじと共演。

### 書籍
2001年『週刊少年サンデー超』5月増刊号（作画：郷間秀敏）、2010年『週刊少年マガジン』12号（作画：関口太郎）の2回、城島の実録漫画が発表された。内容は両作品ともにホークス時代の苦悩と活躍を中心に描かれている。